# Samuel MacLean Gilmour
Pour les articles homonymes, voir MacLean et Gilmour.
Samuel MacLean Gilmour (né le 28 avril 1905 et mort en 1970) est un spécialiste canadien du Nouveau Testament, professeur au Queen's Theological College, professeur Norris de Nouveau Testament à la Andover Newton Theological School et président de la Société canadienne d'études bibliques et de la section canadienne de la Society of Biblical Literature and Exegesis,,. S. MacLean Gilmour a également été membre du comité de rédaction du Journal of Biblical Literature et membre du Studiorum Novi Testamenti Societas.

## Contributions

### Les sources de l'Evangile selon Luc
MacLean Gilmour a proposé diverses théories sur les sources utilisées dans l'Évangile selon Luc,. Gilmour « a argumenté contre Streeter et Taylor que Q+L constituait un Évangile complet et formait la structure sur laquelle Luc l'Évangéliste a composé son propre Évangile »:266. Gilmour a ajouté que même lorsque Luc a fait de Marc la base de son propre Évangile, dans le récit de la Passion, il a examiné ce matériel de son propre Évangile et l'a enrichi « avec du matériel de sa propre composition »:267. Analysant les propositions de Gilmour et son antithèse, Xavier Léon-Dufour a évalué l'hypothèse de Gilmour comme étant « brillante parmi les critiques »:344.

## Ouvrages

### Thèse
- S. MacLean Gilmour, The Rise of Church Consciousness Among Early Christians (Ph.D.), New York, NY: Union Theological Seminary, 1937 (OCLC 12362864)

### Livres
- S. MacLean Gilmour, The Gospel According to St. Luke. The Interpreter’s Bible, vol. 8, Philadelphie, PA: Westminster Press, 1952
- S. MacLean Gilmour, The gospel Jesus preached, Philadelphie: Westminster Press, 1957 (OCLC 2453216)
- S. MacLean Gilmour et Daniel D. Williams, Christmas and Easter: message and meaning, Liban, PA: Sowers Print. Co., 1960 (OCLC 55951535)
- S. MacLean Gilmour, Friedrich Schleiermacher et Jack C. Verheyden, The life of Jesus, coll. « Lives of Jesus Series », 1975 (ISBN 9780800612726, OCLC 1923420)